# Niklot
Niklot o Nyklot (1090-agosto de 1160) fue un príncipe o jefe pagano de los abodritas eslavos y un antepasado de la Casa de Mecklemburgo. Se convirtió en jefe de la confederación abodrita, incluyendo a los kissini y los circipani, entre los años 1130 y 1131. Siguió en su posición hasta su muerte en 1160. Al mismo tiempo era señor de (Herr zu) Schwerin, Quetzin y Malchow. Durante casi 30 años resistió a los príncipes sajones, especialmente Enrique el León durante la cruzada wenda. Combatió la conversión de los eslavos polabios paganos al cristianismo.

## Pagano
Después de la muerte del príncipe Enrique, un cristiano, Niklot renunció al cristianismo en favor de las creencias paganas tradicionales.
Niklot comenzó su abierta resistencia cuando el rey alemán (más tarde emperador) Lotario III otorgó el reino abodrita a su vasallo danés Canuto Lavard. Junto con Pribislao, el hijo de Enrique del viejo Lübeck, Niklot luchó contra Lotario y Canuto. Después de la muerte de Canuto en 1131, Niklot y Pribislao dividieron el territorio abodrita, recibiendo Niklot las tierras orientales. Para debilitar a Pribislao en los años siguientes, Niklot se alió con señores sajones, especialmente el conde Adolfo II de Holstein, permitiendo a los piratas eslavos atacar a los daneses.

## Cruzada wenda
Los aliados sajones del príncipe se volvieron contra él durante la cruzada wenda de 1147. Aunque Niklot resistió el asedio de su fortaleza en Dobin, se vio obligado a pagar tributo a los cruzados cristianos. Posteriormente llegó a acuerdos pacíficos con Adolfo de Holstein, el duque Enrique el León de Sajonia y Enrique de Ratzeburg.

## Fallecimiento
Para 1158, el rey Valdemar el Grande de Dinamarca comenzó a pagar a Enrique el León por su ayuda, lo que llevó a Niklot a tomar represalias. El rey danés y el duque sajón entonces se aliaron en 1160. Mientras los daneses saqueaban la costa y distraían a los rani, los sajones mataron a Niklot en su fortaleza de Burg Werle; el territorio abodrita fue en gran medida dividido por los cristianos. La muerte de Niklot puso fin al control eslavo en Mecklemburgo hasta el río Peene. Su hijo Pribislao recuperó su herencia como príncipe de Mecklemburgo en 1167 como un vasallo sajón.